# Chalcoscirtus alpicola
Chalcoscirtus alpicola es una especie de araña araneomorfa del género Chalcoscirtus, familia Salticidae. Fue descrita científicamente por L. Koch en 1876.
Se distribuye por América del Norte, Alpes (Alemania, Austria, Italia) y Rusia (Europa al Lejano Oriente). El cuerpo del macho mide aproximadamente 2,2-3 milímetros de longitud y el de la hembra 3 milímetros.